# Petalacte coronata
Petalacte es un género monotípico de plantas con flores perteneciente a la familia de las asteráceas. Su única especie: Petalacte coronata, es originaria de Sudáfrica.

## Descripción
Es una planta sufrútice erguido, no muy ramificado, con las hojas espatuladas-oblongas, coriáceas, a ambos lados albo-tomentosas, inclinadas con un negro mucrón; Inflorescencias con varias cabezas juntas en un penacho, los mechones en un corimbo. P. discolor,  parece ser una variedad insignificante, con rayos descoloridos.

## Taxonomía
Petalacte coronata fue descrita por (Carlos Linneo) D.Don   y publicado en Memoirs of the Wernerian Natural History Society v: 553. 1826.
Sinonimia
- Gnaphalium achilleae Sieber ex DC.
- Gnaphalium coronatum L.
- Gnaphalium radiatum J.F.Gmel.[4]